# Multituberculata
Los multituberculados (Multituberculata, latín "con muchos tubérculos o protuberancias") son un orden extinto de mamíferos ancestrales de los cuales se conocen más de 200 especies fósiles datadas entre el Jurásico medio y el Oligoceno temprano, lo que representa un lapso de más de 100 millones de años. Clásicamente, el término multituberculados se ha considerado sinónimo de aloterios.

## Características
Los multituberculados tenían un aspecto que recuerda al de los modernos roedores.
El nombre del grupo proviene de la estructura de los molares, con muchas cúspides (tubérculos), pero la dentadura se caracteriza además por un par de incisivos en la mandíbula inferior y ausencia de caninos. Fueron los primeros mamíferos conocidos con hábitos arborícolas como las actuales ardillas (con las que no guardan parentesco más cercano que con cualquier otro mamífero).
La forma estrecha de la pelvis sugiere que, como los marsupiales, los multituberculados parían crías en un temprano estado de gestación y dependían de su madre durante un período prolongado de tiempo.
Los multituberculados estuvieron ampliamente distribuidos por el hemisferio norte a lo largo del Cretácico, y aunque algunas líneas comenzaron su extinción durante este periodo, sobrevivieron a la Extinción masiva del Cretácico-Terciario y su diversidad alcanzó un máximo durante el Paleoceno. Es por esto que son considerados uno de los grupos de mamíferos más exitosos a lo largo de la evolución. 
Durante el final del Cretáceo en el hemisferio boreal más de la mitad de las especies terrestres conocidas eran multituberculados. Tal diversidad no afectaba solo al número de especies repartidas por Norteamérica, Europa y Asia, sino a la variabilidad entre las mismas, con tamaños que iban desde el de un ratón hasta el de un castor (Taeniolabis).

## Filogenia
Su jerarquización es discutida y está en constante evolución. El cladograma que figura a continuación es un resumen de algunas de las publicaciones más recientes.
```
--o 
Allotheria
 
Marsh, 1880

  |-o 
Gondwanatheria
 
Mones, 1987

  |-o 
Haramiyida
 
Simpson, 1947
 
  `-o Multituberculata 
Cope, 1884

    |-- 
Arginbaataridae
 
Hahn & Hahn, 1983

    |-- 
Zofiabaataridae
 
Bakker, 1992

    |-- 
Allodontidae
 
Marsh, 1889

    |-o 
Cimolodonta
 
(McKenna, 1975)

    | |-- 
Cimolodontidae
 
Marsh, 1889
 
    | |-- 
Cimolomyidae
 
Marsh, 1889
 
    | |-- 
Djadochtatheroidae
 
Kielan-Jaworowska & Hurum, 1997
 
    | |-- 
Eucosmodontidae
 
Jepsen, 1940

    | |-- 
Kogaionidae
 
Rãdulescu & Samson, 1996

    | |-- 
Microcosmodontidae
 
Holtzman & Wolberg, 1977

    | |-- 
Neoplagiaulacidae
 
Ameghino, 1890
   
    | |-- 
Ptilodontidae
 
Cope, 1887

    | `-- 
Taeniolabididae
 
Granger & Simpson, 1929

    |-o 
Paulchoffatioidea
 
(Hahn, 1969)

    | |-- 
Hahnodontidae
 
Sigogneau-Russell, 1991

    | |-- 
Paulchoffatiidae
 
Hahn, 1969

    | `-- 
Pinheirodontidae
 
Hahn & Hahn, 1999

    `-o 
Plagiaulacoidea
 
Ameghino, 1894

      |-- 
Albionbaataridae
 
Kielan-Jaworowska & Ensom, 1994

      |-- 
Bolodontidae
 
Osborn, 1887

      |-- 
Eobaataridae
 
Kielan-Jaworowska, Dashzeveg & Trofimov, 1987

      |-- 
Hahnotheriidae
 
Butler & Hooker, 2005

      `-- 
Kermackodontidae
 
Butler & Hooker, 2005
```